# Redbridge (metropolitana di Londra)
Redbridge è una stazione della linea Central (lungo il ramo di Hainault) della metropolitana di Londra.

## Storia
La costruzione della stazione di Redbridge era cominciata negli anni trenta come parte del New Works Programme del 1935-40, che prevedeva l'estensione della linea Central da Liverpool Street verso Leyton, dove si sarebbe collegata con i binari della London & North Eastern Railway (LNER), della quale avrebbe rilevato i servizi passeggeri suburbani fino a Epping e oltre, sulla diramazione di Ongar. La sezione della LNER nota come Fairlop loop (e oggi chiamata Hainault loop) tra Woodford e Newbury Park sarebbe anch'essa passata alla Central line, con l'esclusione del tratto a sud di Newbury Park fino a Ilford e a Seven Kings sulla Great Eastern Main Line.  Per rimpiazzare la linea interrotta a sud di Newbury Park, il progetto prevedeva la costruzione di una sezione di tunnel fra Leytonstone e Newbury Park, con nuove stazioni da costruire a Wanstead, Redbridge e Gants Hill.
Questa sezione sotterranea era quasi completa nel 1940, ma a causa della seconda guerra mondiale venne ritardata e infine interrotta nel giugno 1940. Le gallerie furono usate come fabbrica di aeromobili dall'industria difensiva Plessey.
La costruzione della linea riprese dopo la fine della guerra. La stazione è stata aperta il 14 dicembre 1947.
Il 20 luglio del 2011, la stazione è diventata un monumento classificato di grado II. Il progetto originale dell'architetto Charles Holden, che prevedeva una torre in vetro ancora più alta di quella in mattoni poi effettivamente costruita, fu modificato a causa dei tagli ai finanziamenti nel periodo post bellico. L'edificio ha subito alcune alterazioni minori, come la chiusura dell'ingresso più occidentale della biglietteria e la sostituzione di alcune piastrelle.
Originariamente, alla stazione era stato dato il nome di West Ilford. Successivamente questo è stato cambiato in Red House, prima di prendere il nome attuale, che è simile al nome con il quale la stazione era chiamata nei progetti (Red Bridge).
Redbridge, essendo solamente a 5,2m sotto il livello stradale, è spesso descritta come la stazione della rete metropolitana più superficiale fra le stazioni di deep level. Questo però non è tecnicamente esatto, dato che il tunnel della stazione è stato in effetti costruito con il metodo Cut and cover, mentre la linea scende in tunnel di profondità alle due estremità delle piattaforme, in maniera simile alla stazione della linea Central di Mile End.
Successivamente all'apertura della stazione, una grande rotonda che funge da intersezione tra la A12, la strada che collega Londra con Ipswich, e la North Circular Road è stata costruita nelle vicinanze di questa.

## Strutture e impianti
Redbridge è una stazione sotterranea con due binari in due canne collegate con una banchina a isola.
La stazione rientra nella Travelcard Zone 4.

## Interscambi
Nelle vicinanze della stazione effettuano fermata alcune linee urbane automobilistiche, gestite da London Buses.
- Fermata autobus

## Nella cultura di massa
La stazione è stata menzionata nell'episodio L'ultimo treno per Redbridge della serie televisiva Dipartimento S. La stazione, tuttavia, non viene mostrata.

## Galleria d'immagini

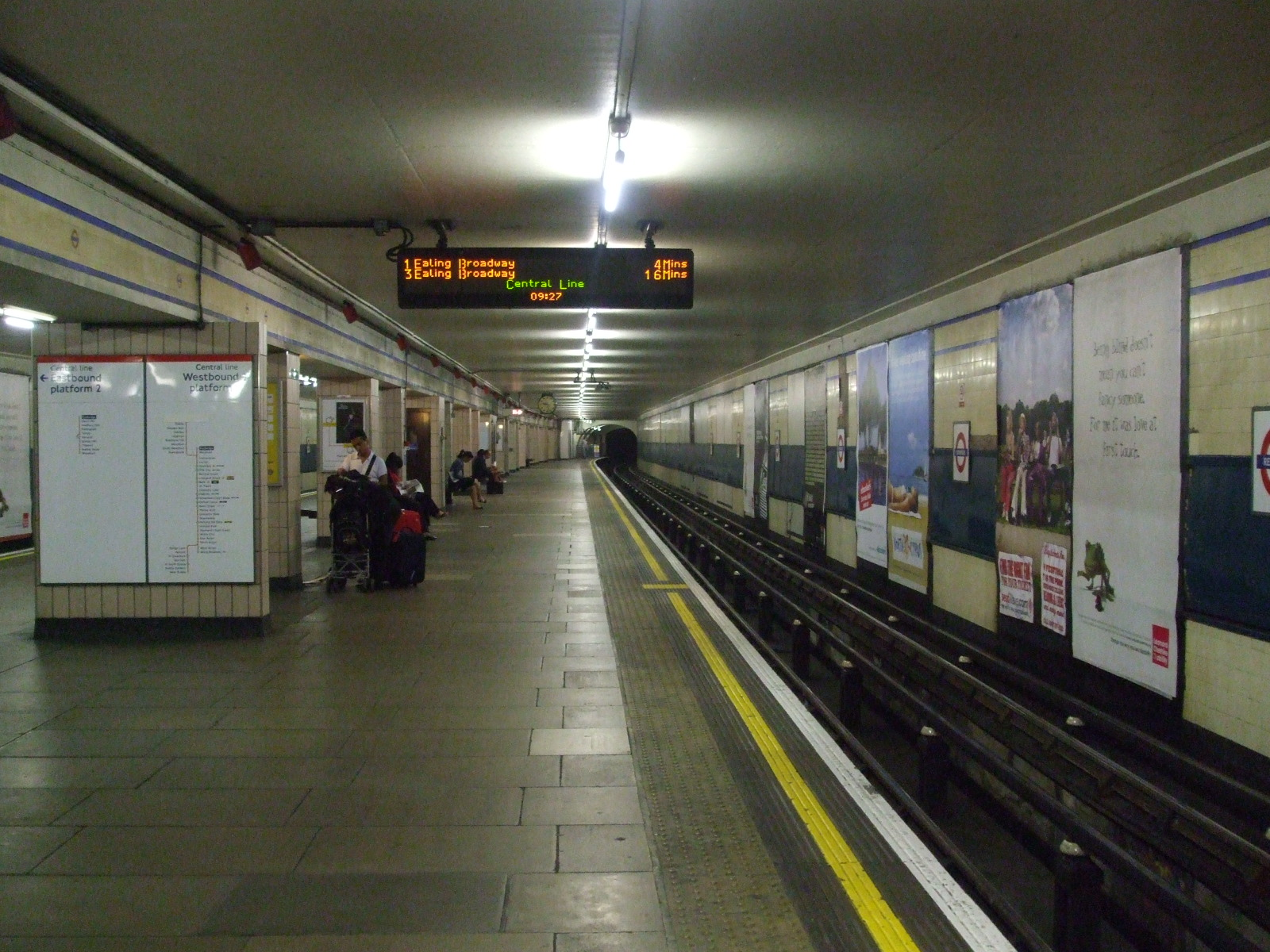
Vista verso est del binario per Wanstead
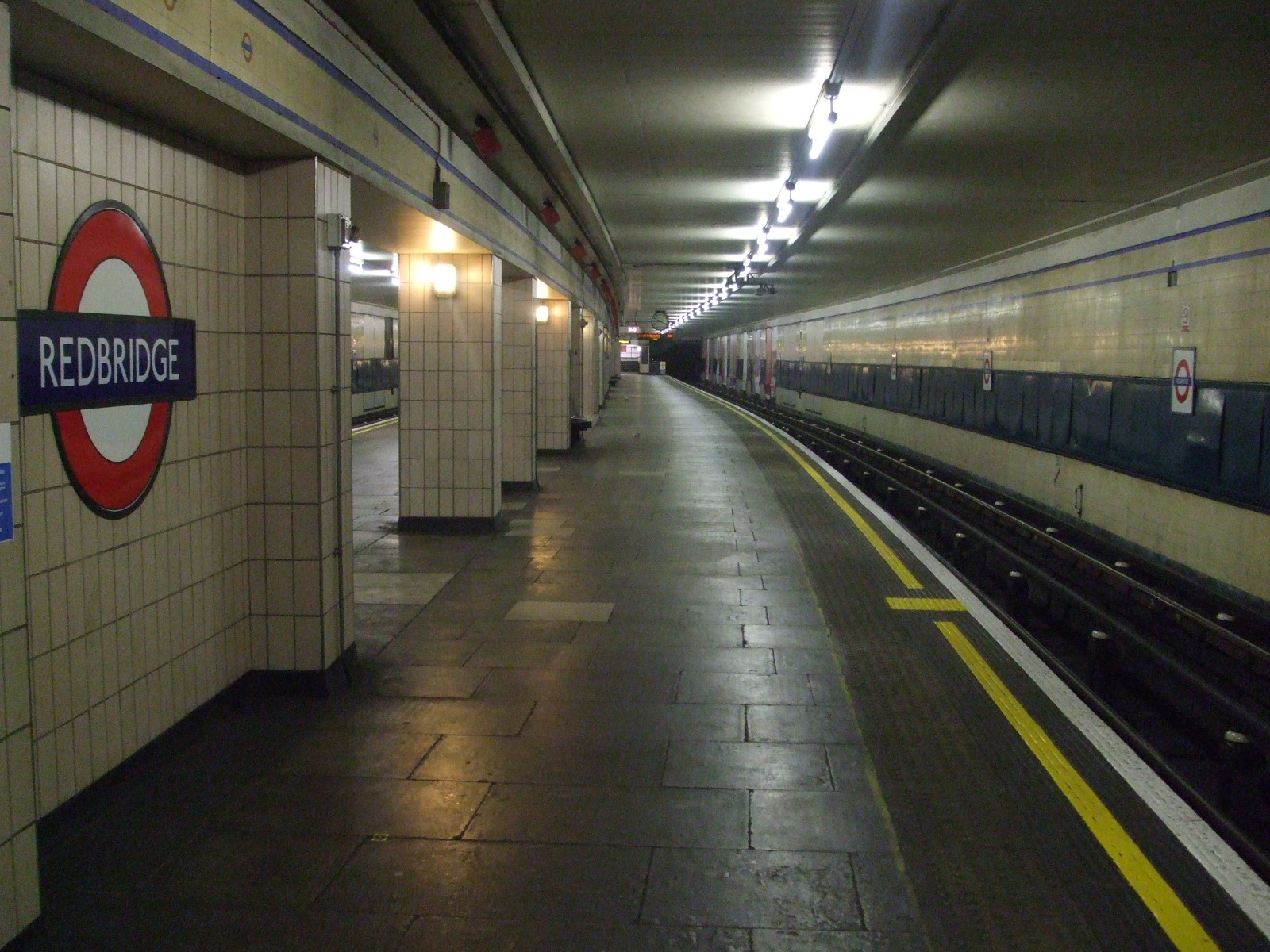
Vista verso ovest del binario per Gants Hill
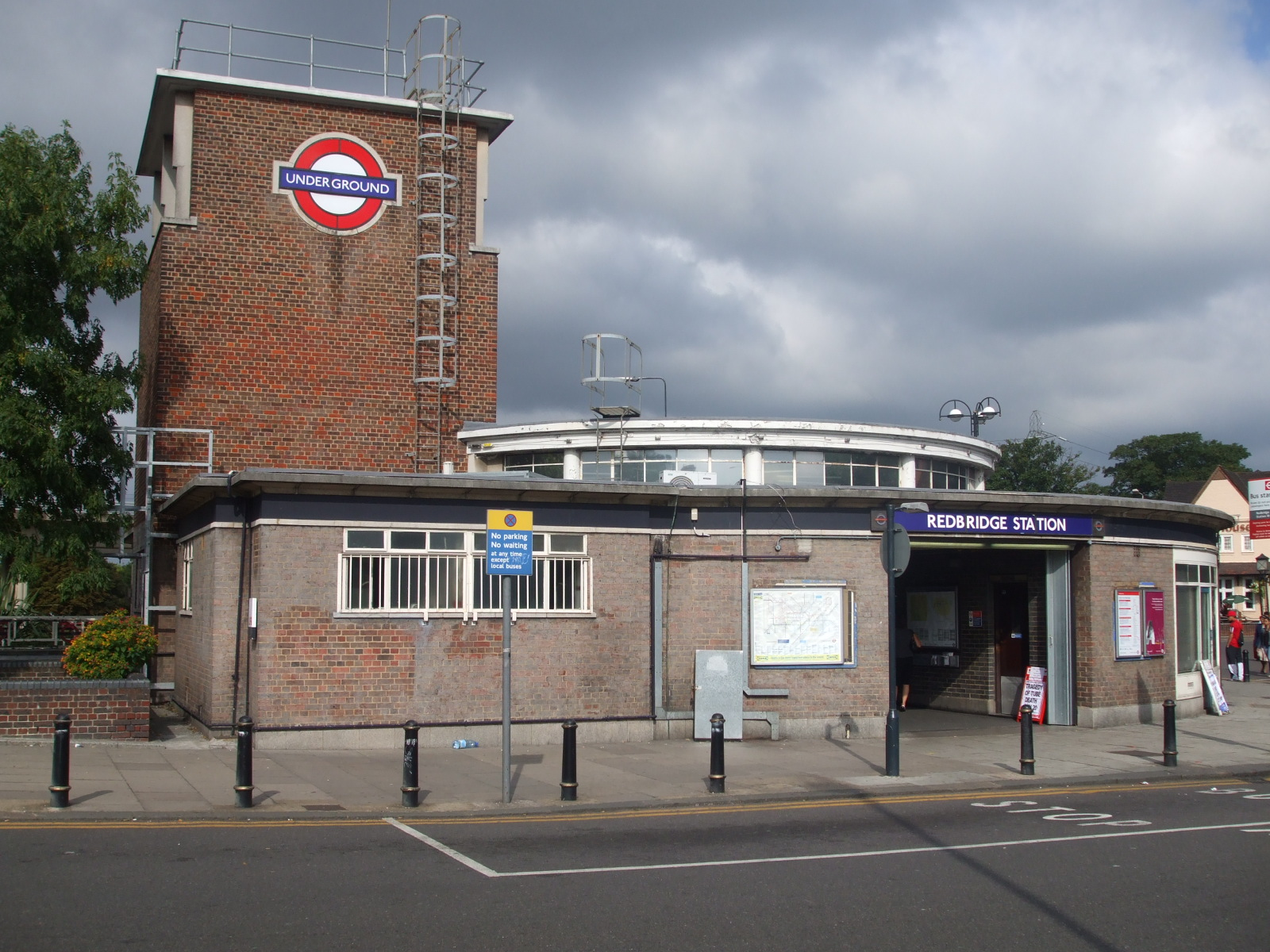
Entrata della stazione da est
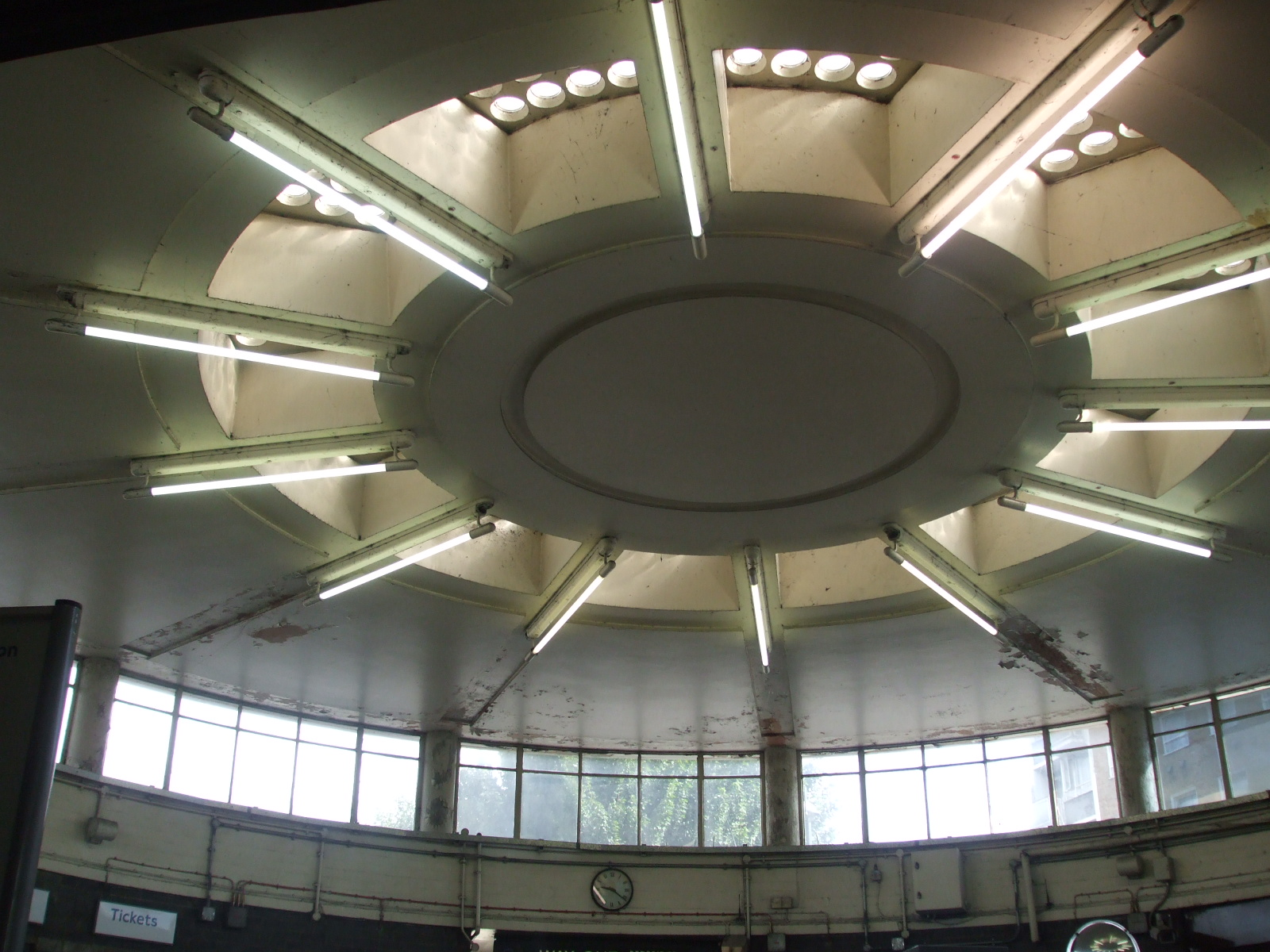
Soffitto della biglietteria